# Porno ASCII
El terme porno ASCII –de vegades tipogràficament eufemiitzat com "ASCII pr0n"– descriu imatges pornogràfiques que consisteixen en art ASCII. La pornografia ASCII va ser la primera pornografia a Internet del món, i era popular (entre els aleshores menys usuaris d'ordinadors) abans de la invenció de la World Wide Web, i sovint es troba a BBSs i altres sistemes basats en terminals mode text als quals es podria accedir mitjançant mòdem dial-up. També es va intercanviar mitjançant Fidonet i sneakernet i a principis d'Internet utilitzant serveis anteriors al WWW com ara email, telnet, usenet i gopher.
Un factor que va contribuir a la relativa popularitat de la pornografia ASCII en el seu temps va ser l'alta compatibilitat: la codificació de caràcters estàndard ASCII es podia mostrar a la majoria de monitors d'ordinador, fins i tot als primers terminals d'escriptoris incapaços de mostrar imatge digitals– i es podia imprimir a la majoria d'impressores. A més, la pornografia ASCII es podria crear a mà amb sols un editor de text, sense necessitat d'una model o càmera. Amb l'arribada del World-Wide-Web, la pornografia ASCII va caure en l'obscuritat.
Els artistes de la xarxa a finals de la dècada de 1990 van tornar a la forma, per exemple a l'obra Deep ASCII, una interpretació de la pel·lícula Deep Throat, creat per Vuk Ćosić de l'ASCII Art Ensemble. El poeta concret Florian Cramer també va produir treballs ASCII basats en imatges sexualment explícites.